# Městská věž (Třebíč)
Městská věž v Třebíči je věž přiléhající ke kostelu sv. Martina.
Její výška po vrchol kříže činí 75 metrů. Ochoz se nachází ve výšce 35 metrů. Hodinové ciferníky na ní umístěné jsou se svým průměrem 5,5 metru jedněmi z největších v Evropě.
Postavena byla kolem roku 1335, kdy Třebíč dosáhla městského práva. Původně byla coby městská hláska součástí městského opevňovacího systému a s budovou chrámu byla spojena až roku 1716. V průběhu své existence prošla řadou úprav a oprav. Na jejím vrcholu se tak vystřídalo několik různých krovů. Roku 1468 byl vrchol věže spálen a zničen spolu s celým městem po vpádu uherského vojska vedeného Matyášem Korvínem. V letech 1577 a 1822 ji rovněž postihly velké požáry, které vrchol věže opět zničily. Současný krov s báněmi od stavitele Dominika Herzána pochází roku 1862. Poslední vnější i vnitřní úpravy věže pak proběhly ve dvou etapách v roce 1996.

## Expozice
Věž je v majetku města, přestože začátkem 50. let proběhl pokus o prodej MěNV římskokatolické církvi za částku přesahující tisíc korun, který však byl zamítnut KNV v Jihlavě. Římskokatolická církev má pouze věcné břemeno k věži a to od roku 1924. V současné době je věž spravována Městským kulturní střediskem Třebíč a je až po ochoz přístupná veřejnosti. V prostoru bývalého bytu věžníka se pak nachází expozice věnovaná jeho životu.
Po rekonstrukci Martinského náměstí bylo odhaleno velké množství kosterních pozůstatků z někdejšího hřbitova. Některé z nich byly vystaveny v nové expozici v prostorách městské věže, nová expozice byla pojmenována Komnata života a smrti. Celkem bude ke konci výzkumu vystaveno 10 nejzajímavějších kosterních pozůstatků.

## Věž jako stavba

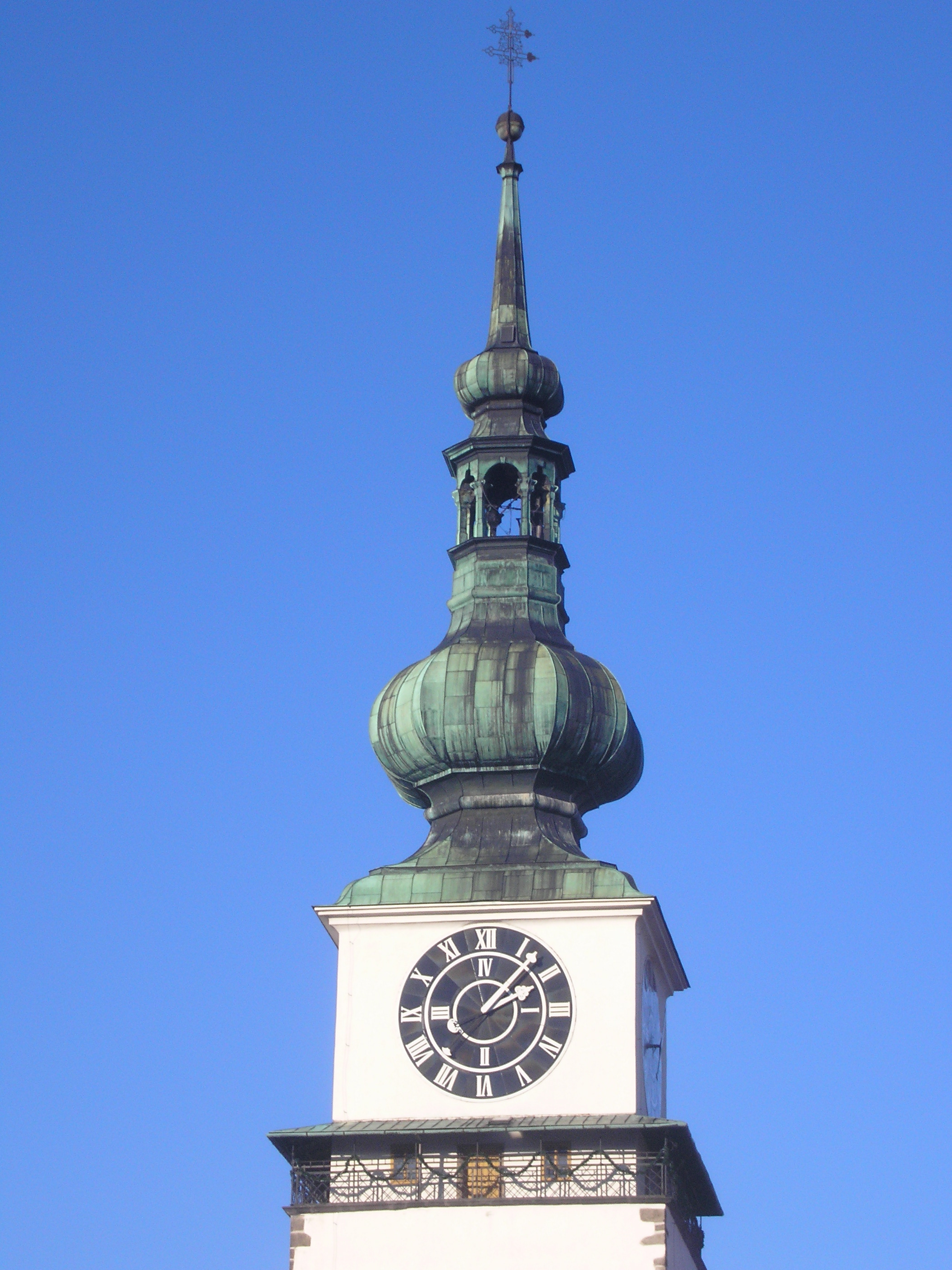
Vrchol věže s novým ciferníkem a hodinovými ručičkami z roku 1996 a cibulovitou bání z roku 1862 od Dominika Herzána

Celková výška věže od terénu po vrcholek kříže je 75 metrů, stavba má čtvercový půdorys o straně 11,3 metru. Ochoz věže leží ve výšce 35 metrů, kříž je 4 metry vysoký a otáčí se po větru. Věžní hodiny jsou jedny z největších v Evropě. Průměr ciferníku je 5,5 metru a číslice mají 60 centimetrů. Věž spolu s ciferníkem i interiérem má svoji dnešní podobu od roku 1997, kdy byla rekonstruována firmou Archatt.
Věž má ve svém nitru pět poschodí. V první poschodí se nachází takzvaná komora vší obce. Následují další dvě poschodí. Ve čtvrtém poschodí je umístěna zvonice a v ní tři zvony. První dva z let 1558 a 1581 jsou památnými zvony z bývalého bratrského sboru na Jejkově. Třetí je pojmenován Svatopluk a jeho původním účelem bylo vyzvánět „jinověrcům“. V průběhu obou světových válek byly zvony v letech 1917 a 1942 rekvírovány. Měděná krytina bání věže však zůstala za první světové války zachována, protože by bylo třeba k jejímu snesení postavit nákladné lešení. Válku přečkaly rovněž hodinové cimbály, jelikož obcí bylo tvrzeno, že nejsou ze zvonoviny, nýbrž pouze z oceli. Na ochozu věže je umístěn poslední, nejmenší zvonek, umíráček pocházející z roku 1702. Za páté poschodí bývá počítán věžníkův byt a věžní hodiny.
Věž dlouho nebyla součástí kostela, jeho součástí se stala až v roce 1716 při rozsáhlé přestavbě svatomartinského chrámu.

### Věžní hodiny a ciferníky
Ciferníky věžních hodin jsou jedněmi u největších v Evropě. Každý ciferník má průměr 5,5 metru. Velká rafika je od středu ciferníku dlouhá 234 centimetrů. Malá pak na délku od středu měří 174 centimetrů. Obě rafičky dohromady pak váží 145 kilogramů. Jednotlivé číslice ciferníku měří na výšku 60 centimetrů.
Současné ciferníky a hodinové ručičky pocházejí z roku 1996.

### Komora vší obce

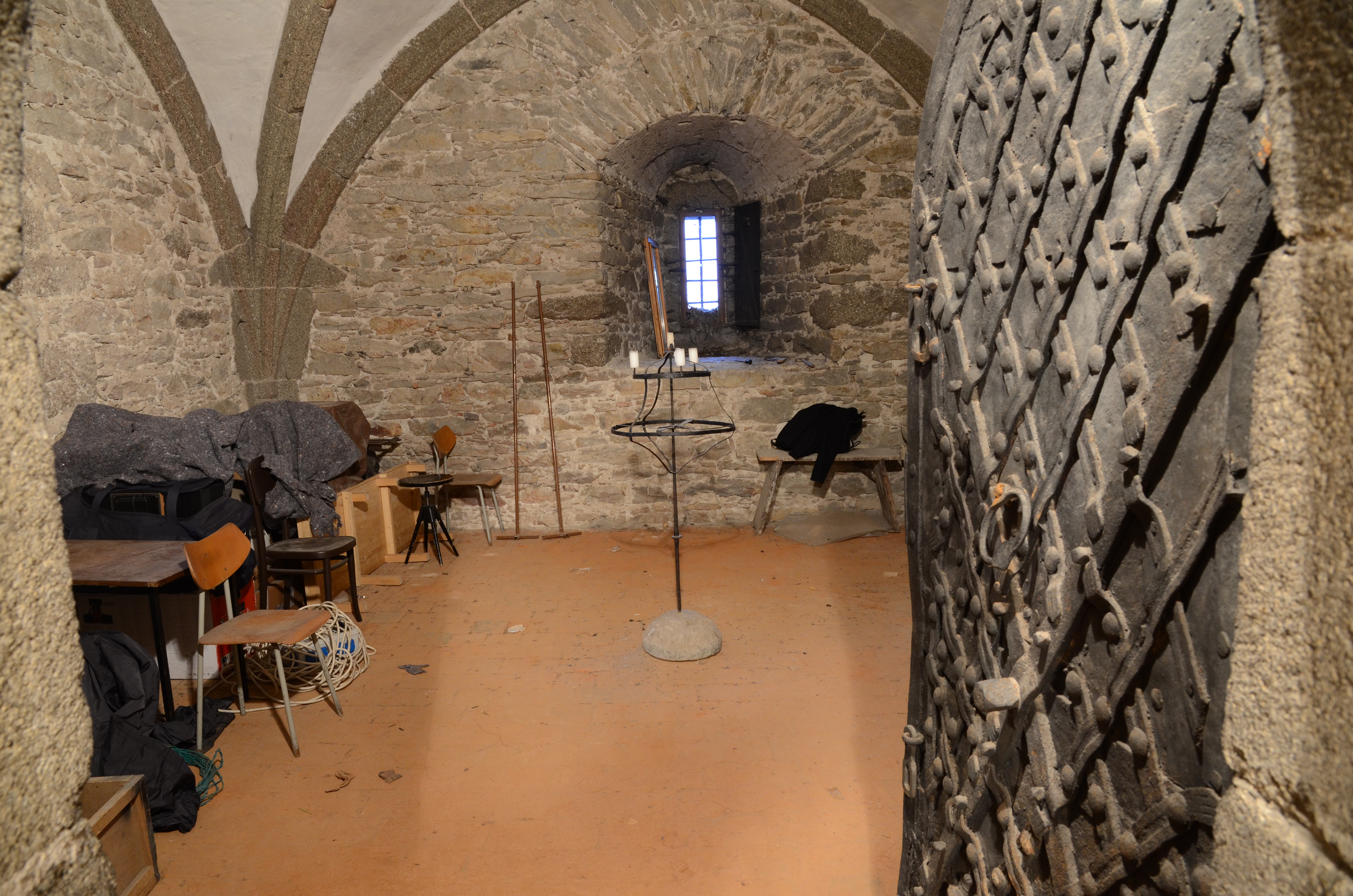
Komora vší obce

Kronika městského písaře Eliáše Střelky Náchodského uvádí v roce 1574 při popisu věže: „V ní sklep znamenitý dobře opatřený za komorou vší obce jest udělán.“ Komora vší obce se nachází v prvním poschodí věže. Umístění komory umožnilo velmi silné zdivo na severní straně věže. Čtvercová místnost je zaklenuta žebrovou klenbou se svorníkem. V uzavíratelném výklenku se pak nachází samotné pancéřové schránky. Ty byly určeny k ukládání důležitých listin a cenností města v dobách ohrožení.
Vstup do komory je chráněn masivními dřevěnými dveřmi, které jsou zavěšeny do ostění ze žulových kvádrů. Dveře jsou rovněž vybaveny speciálním zámkem. Vchod z kůru chrámu však pravděpodobně není původní a vznikl až při spojení věže s kostelem v letech 1715–1720. Původní vchod nikdy nebyl nalezen.

### Schéma věže
řez z jihu na sever
| Schéma věže | 4 metry vysoký ve větru otáčivý kříž a makovice Jehlanec Malá báň Lucerna s hodinovými zvony Velká báň Hodinové ciferníky s průměrem 5,5 metru Věžní ochoz ve výšce 35 metrů a bývalý byt věžníka, dnes expozice Zvonice s velkými věžními zvony Třetí poschodí Druhé poschodí Komora vší obce přístupná zprava z kůru kostela svatého Martina Průchod do kostela svatého Martina |

## Dějiny

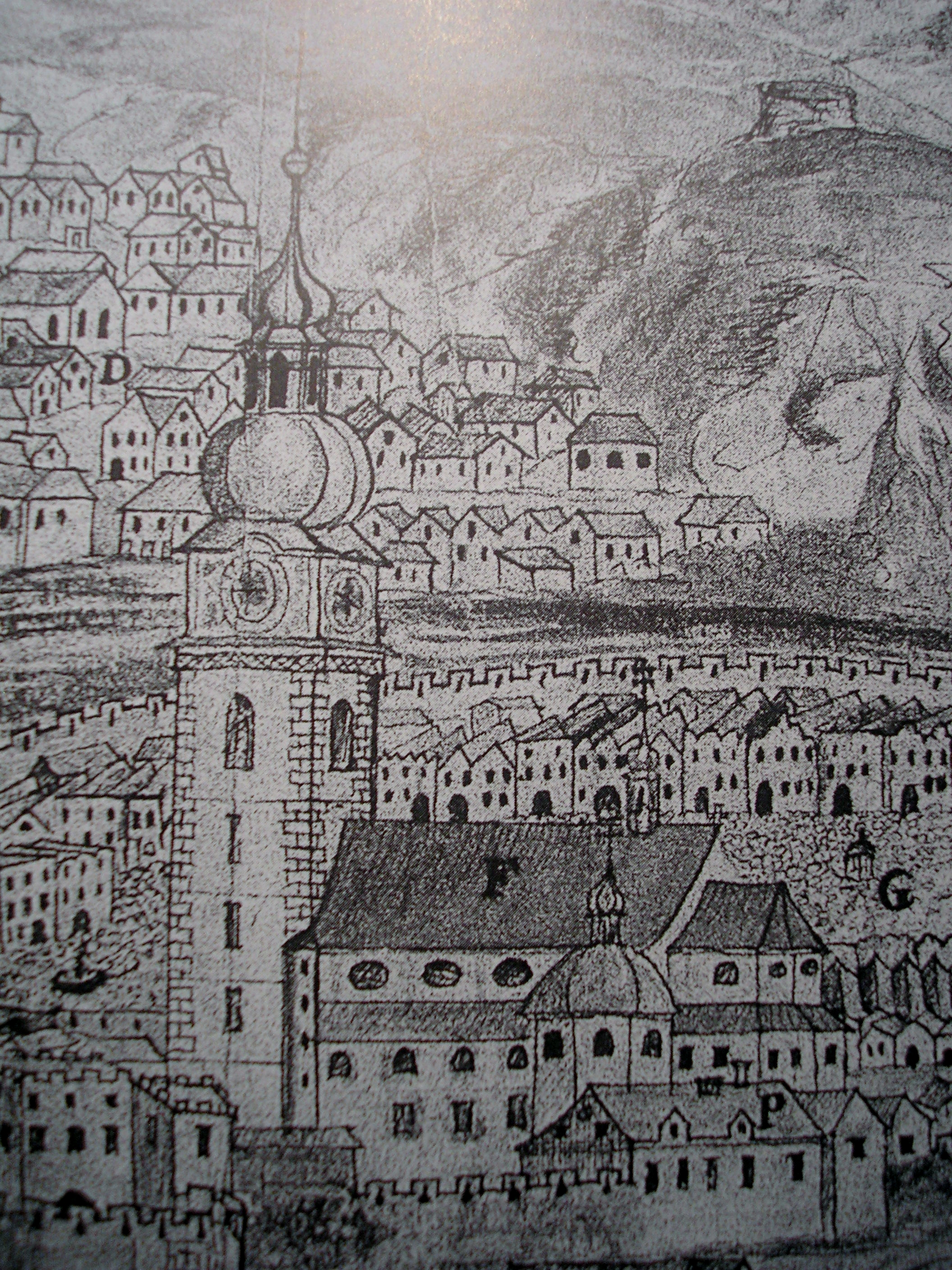
Nejstarší známé vyobrazení věže na detailu kresby města, počátek 18. století. Věž je již spojena s chrámem. Zřetelné jsou nárožní bosáže.

Věž byla postavena po roce 1335, kdy byla Třebíč markrabětem Karlem (později Karel IV.) povýšena na město se stejnými právy jako Znojmo. Třebíč spolu s právy musela dostát povinnosti postavit hradby a kromě nich byla součástí opevňovacího systému i městská věž.
Městský písař Eliáš Střelka Náchodský o věži následně napsal: „Z kamene sklepového drobným dílem, mistrovsky v ní sklep znamenitý opatřený dobře, za komorou vší obce je udělán.“
Zmínka o věži pochází z roku 1458, kdy byla výrazně rozšířena a zvýšena pravděpodobně do téměř dnešní podoby. Víceméně se jednalo o přestavbu starší věže. Téhož roku vznikla komora vší obce.
Na věži visel veliký zvon opatřený zlatou obručí, který měli nechat odlít třebíčští měšťané roku 1459. Ten roku 1468 po dobytí města roztloukli Uhři a jeho střepy měly být rozházeny po polích.
Následně byly však sesbírány a po obnově města byl roku 1881 odlit nový hlásný zvon, který užívaly hodiny. Kronikář Eliáš Střelka Náchodský k tomu doslova uvádí: „Kusy po odchodu uherského vojska a návratu zbylých obyvatel zpět do zpustošeného města byly oráčem nalezeny. Roku 1481 byl z nich ulit hlásný zvon a na něj hodiny dodnes bijí.“
Uhrům se kromě zvonu podařilo zničit celou horní část věže a údajně se podle kronikáře pokusili věž i podkopat a převrátit. Měla však příliš pevné a hluboké základy. S obnovou města byla celá věž opravena. Občané města měli dle pramenů vybudovat v letech 1480–1483 sedm makovic a následně roku 1483 ještě pořídit velký zvon Matky Boží a svatého Martina. Na věži byly rovněž umístěny hodiny, jak kronikář uvádí: „Hodiny pro správu lidí zvoněním a jest tam uveden trubač k ostříhání města se čtyřmi hudebníky.“
Po třinácti letech měli pak opatřit druhý zvon se jménem Dominikal a následně pořídit ještě další dva zvony.

### Rekonstrukce a požár v70. letech 16. století
Roku 1550 musel být stávající krov snesen, protože se začal naklánět a hrozilo jeho zřícení. Věž byla následně zakryta pouze prkny. Kronikář Střelka znovu zaznamenal: „Správa města, její opatrnost a péče ukázala, se rozhodla rozebrat dřevěný krov, aby vše, co bylo ze dřeva nad zvony, bylo od kamene a cihel povýšeno sklepem, tj. dvě místnosti a světnička pro trubače a nad ní komora pro orloj. Teprve na to krov mistrovský z dříví dubového postaven byl.“ Tato zpráva byla uložena v makovici na vrcholu věže. Jedná se prakticky o zmínku o zřízení bytu pro trubače a komory pro orloj.
Stavební úpravy, které spočívaly ve zřízení těchto prostor a v pokrývání věže proběhly v letech 1572–1575. Jednalo se o první úpravy po téměř sto letech. Na krov bylo tehdy použito měkkého dubového dříví z lesů u Hostimi. Na stavbu byl pozván tesař Jiřík z Vídně a bylo mu uhrazeno 13 zlatých a šest sudů bílého piva. Krov měl dvě cibule nad sebou, na nich spočívala velká pozlacená makovice z mědi a nad ní ještě na vrcholu věže pozlacená hvězda a měsíc.
Již roku 1577 však věž vyhořela. Střelkův následovník Jiří Přemysl Prostějovský zaznamenal o rok později v listině připojené ke kronice, že k požáru došlo 3. července 1577, tedy ve středu před svatým Prokopem. Požár byl brzy z rána způsoben neopatrností trubačova čeledína. V listině se píše: „Nedopatrností trubačova čeledína byl krov zapálen a co bylo ze dřeva, shořelo. Hodiny spáleny a zvon hodinář a tolikéž druhý zvon, na nějž čtvrtky bily, se roztavily.“ Hořící trámy dopadaly dolů na tehdejší městský hřbitov, škoda však žádná nevznikla. Shořel vrch věže se dvěma hodinovými zvonky, zbytek poškozen nebyl. Tehdejší pán, Smil Osovský z Doubravice, ihned dal měkké dřevo ze svých lesů u Kracovic na výrobu nového krovu. Ten postavil tesařský mistr Tauch Ssimon z Brna, původem Němec. Nad trubačův byt pak byly umístěny nové německé hodiny s cimbály. Německý orloj ukazoval dvakrát za den dvanáct hodin, na rozdíl od původního českého, který měřil na čtyřiadvacet hodin. Původní orloj byl přenesen do komory pod zvony, odkud byl roku 1715 při rekonstrukci kostela odstraněn. Při požáru došlo také k rozražení velké makovice, ale její obsah se podařilo zachránit a později byl obohacen o zmíněnou listinu. Nová makovice na vrcholu věže byla stejné velikosti jako ta předcházející, vážila 58 liber a byla z mědi zhotovena třebíčskými kotláři. Pozlatil ji mistr Štěpán z Velkého Meziříčí. Došlo rovněž k dalším stavebním úpravám. Zdi z cihel byly přizděny na půl sáhu a zvýšeny.

### Opravy věže v17., 18. a na počátku 19. století

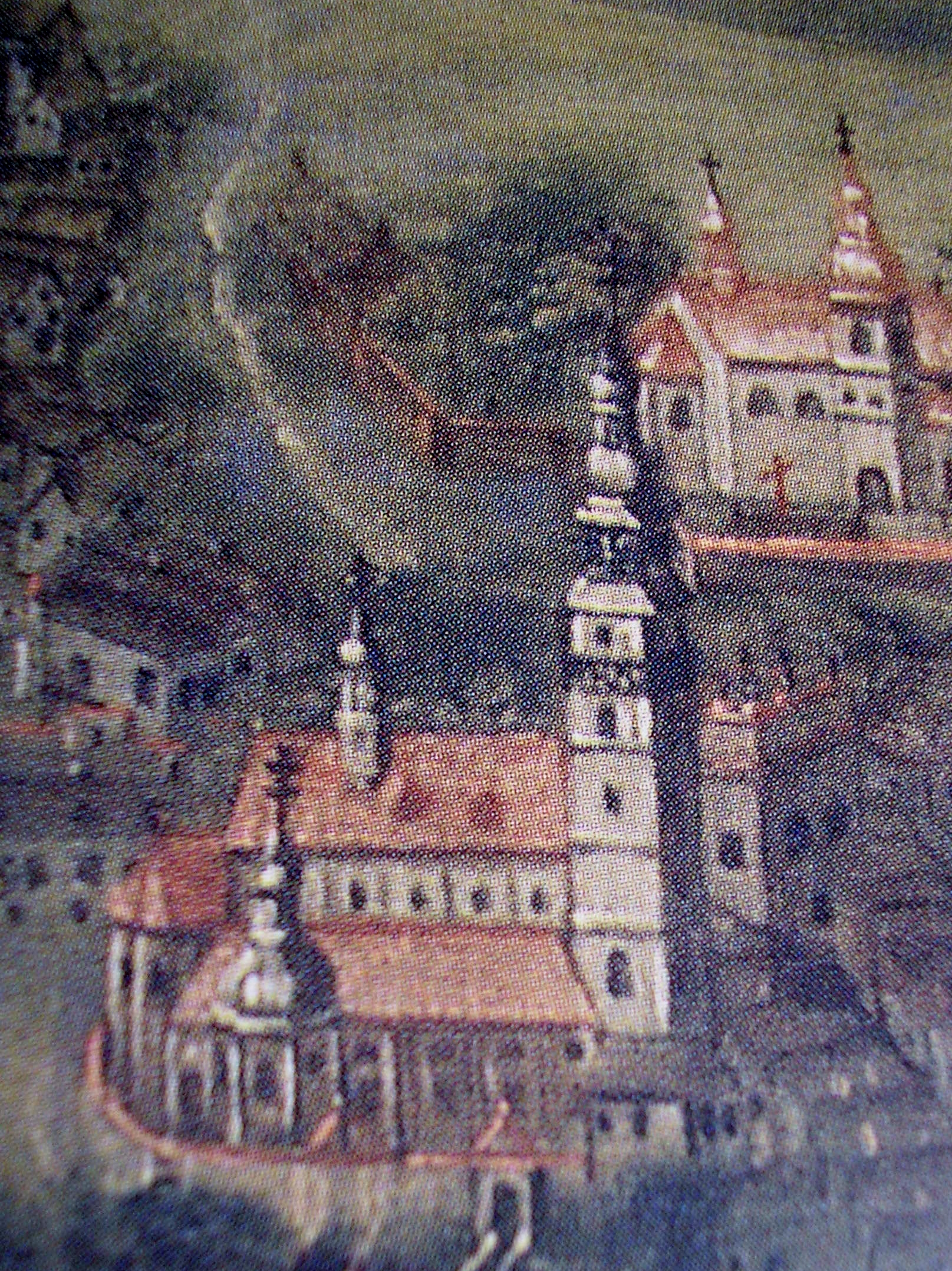
Věž na detailu votivního obrazu z roku 1766

28. prosince 1612 se Třebíčí prohnala větrná smršť, která kromě jiných škod poškodila i věž a způsobila pád korouhve s hvězdou. Tu již nebylo možné přidělat zpět a tak zůstala až do roku 1655 na radnici. Na opravu dalšího poškození věže přispěla obec Podklášteří a to částkou 16 kop a 36 grošů. Městský písař Jan Suchenius Novobydžovský dále zaznamenal do městské kroniky opravy věže v letech 1631, 1635 a 1636, kdy byla provedena výměna ciferníků a další úpravy. Věž byla také znovu omítnuta novým vápnem. Další úprava krytiny z roku 1638 vyšla dle zápisu na 90 zlatých. Další větší opravou vrchol věže prošel v roce 1655, kdy se na něj navrátila i korouhev s pozlacenou hvězdou.
K velké opravě věže došlo v roce 1715. Tehdy byl celý její vrchol rozebrán a znovu postaven. Rekonstrukci krovů provedl znojemský tesařský mistr Mates Messerer se svým pomocníkem Hansem Karlem Micherem. Na vrchol věže byla umístěna nová pozlacená makovice, do které byla vložena latinsky psaná církevní kronika města od děkana Martina Josefa Matlocia. Nad makovicí byl ještě umístěn 233 liber, tedy přibližně 160 kilogramů, těžký kříž umístěný Janem Tobešem, Matějem Zikmundem a Pavlem Běhounkem. Opravena byla i fasáda věže, nový nátěr provedl malíř Růžička. Nakonec došlo rovněž k výměně hodin. Nové výměnou za staré zhotovil hodinářský mistr Jiří Rodd z Polné.
Následně, v roce 1716, byla věž v rámci rekonstrukce probíhající v letech 1715–1720 spojena s kostelem svatého Martina. Postupně se tak ujal název farní věž. Došlo také ke zbudování přístavku s točitým schodištěm, které je používáno k přístupu do věže dodnes.
K dalším opravám došlo až v roce 1801. Po tři čtvrtě století od poslední opravy už bylo zřejmé, že je třeba věž ošetřit znovu. Měšťané bydlící v domech pod věží se tehdy již obávali pádu věžních bání na střechy jejich domů. Provedena proto byla odborná prohlídka vedená tesařským mistrem Ondřejem Thomerlem, který následně provedl i opravy věžní konstrukce a krytiny. Po této prohlídce následovala ještě jedna vedená lichtenštejnským tesařským mistrem z Moravského Krumlova Josefem Schirerem, která stejně jako ta předchozí potvrdila oprávněnost všech obav. Zjištění o hnilobě krovu bylo dokonce ještě hrozivější, než se původně předpokládalo. Předpokládané náklady se vyšplhaly na 1200 zlatých, očekávány ale byly výdaje ještě vyšší. Veškeré opravy proběhly od poloviny března do poloviny září toho roku. Jako první krok byl snesen těžký kříž, což provedl tovaryš Pavel Běhounek z Podklášteří. Následně bylo vybudováno pět pater lešení sloužícího k zabezpečení dělníků pracujících na pokrytí báně. S ohledem na namáhavou a rizikovou práci ve výšce byly vypláceny na tehdejší dobu více než nadprůměrné mzdy. Tesařský mistr denně dostával 1 zlatý a 12 krejcarů a tovaryš 1 zlatý. Pracovníci pod věží pak obdržely vyplaceno půl zlatky denně. Nakonec opět Pavel Běhounek usadil na vrchol věže kříž. Možná se jednalo o potomka Pavla Běhounka, který usazoval kříž při rekonstrukci roku 1715. V makovici tehdy ke kronice přibylo pokračování od P. Jakuba Dvořeckého.

### Požár věže roku 1822

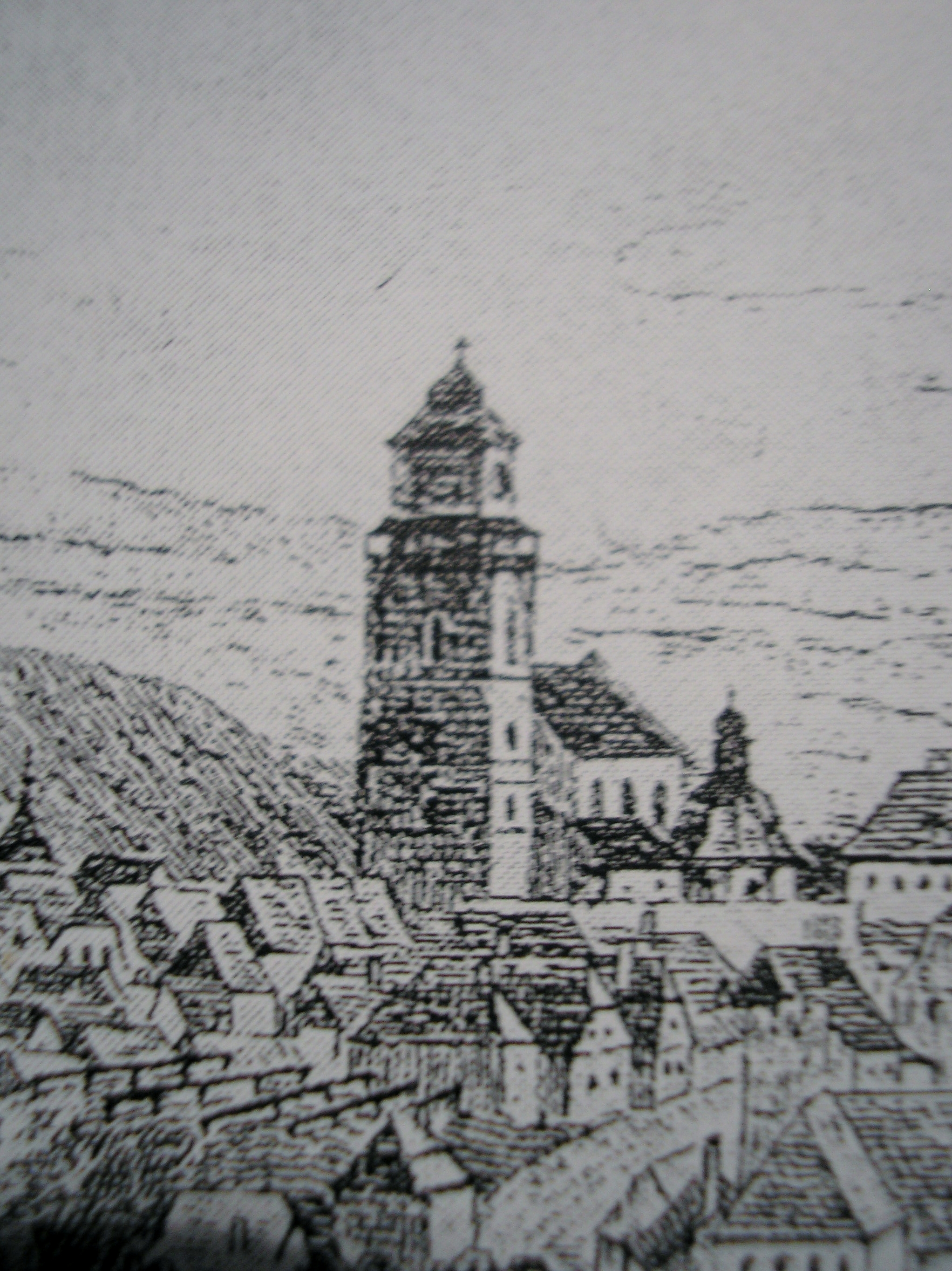
Věž po požáru na detailu rytiny města

V pátek 14. června 1822 došlo v Třebíči k nejhorší katastrofě od vypálení města Matyášem Korvínem roku 1468. Od rána toho dne vál silný vítr, který po vypuknutí požáru v domě U Zlatého lva na dolní straně Karlova náměstí zajistil rychlé šíření ohně a jeho rozdmýchávání. Se setměním již hořelo celé náměstí a rovněž domy na předměstích. Věž, ze které již nebyl poplašným zvonem ohlašován požár, protože zvoníci ji až na jednoho již opustili, byla již kolem dokola zcela ohněm obklíčena. Pravděpodobně jako první vzplála na věži stříška nad nejmenším zvonem zvaným Andělíček, který byl vyvěšen ven z věžního okna směrem k náměstí. Odtud se oheň rozšířil až do zvonice. Nejmenší zvonek následně spadl dolů a roztříštil se. O půl desáté byl zaznamenán do ruda zbarvený kouř vystupující ze zvonice věže. Ve tři čtvrtě na deset již byly zřetelné velké plameny šlehající všemi okny zvonice. Oheň se v tu chvíli přenesl rovněž na kostelní půdu. Pak vzplála šindelová střecha na ochozem věže. Hořící věž v tu chvíli začala připomínat svíci, jak byla popsána již při požáru roku 1577, protože vítr zcela utichl. Po půl jedenácté se ozval praskot a po něm tři výrazné rány, jak se postupně zřítily věžní zvony. Klenba na kterou dopadly však náraz ustála a oheň se tak nemohl rozšířit až ke kostelním varhanám. Hodinový stroj ještě odbil jedenáctou hodinu, načež byl pádem věžních cimbálů vyřazen z provozu. Před půl dvanáctou se začala naklánět celá konstrukce věžní báně a následně se celá zřítila do prostoru Hasskovy ulice. Až do poslední chvíle se však nevědělo, na kterou stranu se pravděpodobně věžní konstrukce zřítí. Po jejím pádu však již nebyly obavy o zdraví osob pohybujících se v okolí věže a tak naplno vypukly práce o záchranu vnitřního prostoru kostela svatého Martina, který se tak prakticky nedotčený ohněm podařilo zachovat.

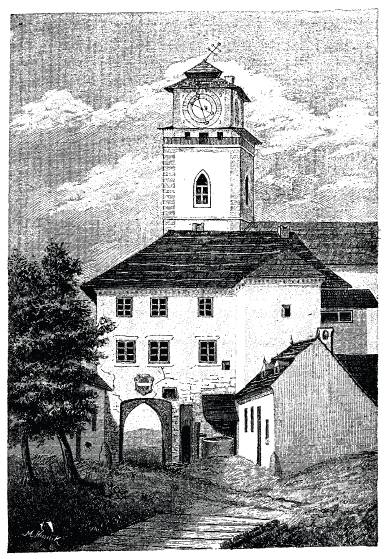
Věž po požáru na rytině

Věžník František Kopecký celou dobu setrval ve vnitřním prostoru věže a po žebřících sestoupil dolů z ní až třetího dne po požáru, kdy věž již částečně vychladla. Věž však ještě jednou vzplála sedmnáct dní po celém požáru, kdy se opět zvedl silnější vítr. Požár trval celých 48 hodin a došlo k naprostému roztavení zvonů, které byly stále ještě zřícené v prostoru klenby sklepení za kůrem kostela.
Věž byla po požáru kvůli nedostatku finančních prostřední pouze provizorně zakryta šindelovou stříškou.
Již roku 1823 byl však zakoupen nový největší zvon Panna Marie, který byl 2080 liber těžký. V následujících letech přibyly ještě: roku 1829 zvon Andělíček 100 liber těžký, který byl stejně jako nový největší zvon odlit ve Znojmě; roku 1858 další dva zvony odlité v Brně, pojmenované Martin – 1891 liber těžký – a Jan Nepomucký – 600 liber těžký.
V roce 1857 došlo ještě k proražení nového hlavního vchodu do chrámu svatého Martina srze věž.

### Nové báně zroku 1862
Roku 1861 bylo zadáno třebíčskému staviteli Dominiku Herzánovi postavit podle jeho návrhu a projektu novou věžní konstrukci v ceně 4 285 zlatých a 83 krejcarů. Termín stavby byl stanoven obcí na květen až 15. červen 1862. Pokrytím konstrukce byl za odměnu 523 zlatých a 25 krejcarů pověřen místní klempíř Jan Liharz. Měděný materiál dodala obec.

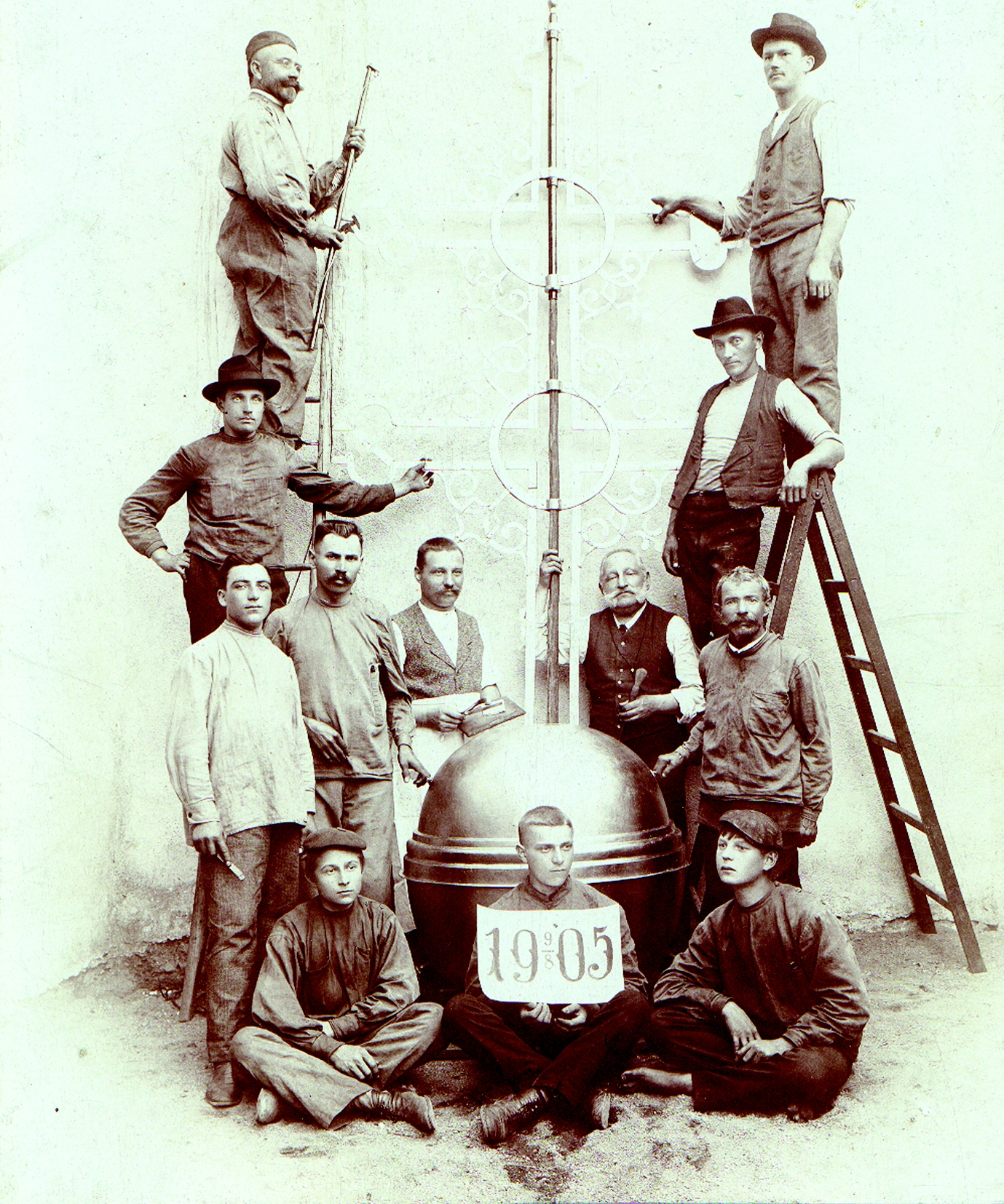
Kříž z roku 1862 při rekonstrukci v roce 1905

Na věži byly postaveny dvě báně oddělené lucernou. Stavba byla slavnostně dokončena 2. srpna 1862 osazením kříže. Lidé z města si tehdy vypravovali, že do ve výšce umístěné a na pohled malé báně se ve skutečnosti vejde 10 měřic obilí.
Na závěr stavby bylo provedeno obyvateli města v hojném počtu sledované umístění kříže. To provedli dva tesaři spolu s nejstarším synem stavitele Karlem Herzánem. Dle pramenů po usazení kříže na vrcholu věže vypukl v davu přihlížejících jásot. Následně si všichni tři muži, kteří upevňovali kříž měli připít vínem a poháry shodit dolů z věže. Dva ze tří se rozbily a o jejich střepy se horlivě rozdělil dav. Třetí dopadl na hlínu a měl přežít. Dodnes je tak uchováván v rodině stavitele Herzána.
Již rok po obnově věže opět vypukl požár. Shořela tehdy celá dnešní Hasskova ulice. Věž se podařilo zásluhou děkana Jana Janouška s žáky městské chlapecké školy, kteří oheň hasili, zachránit.

### Oprava vroce 1905

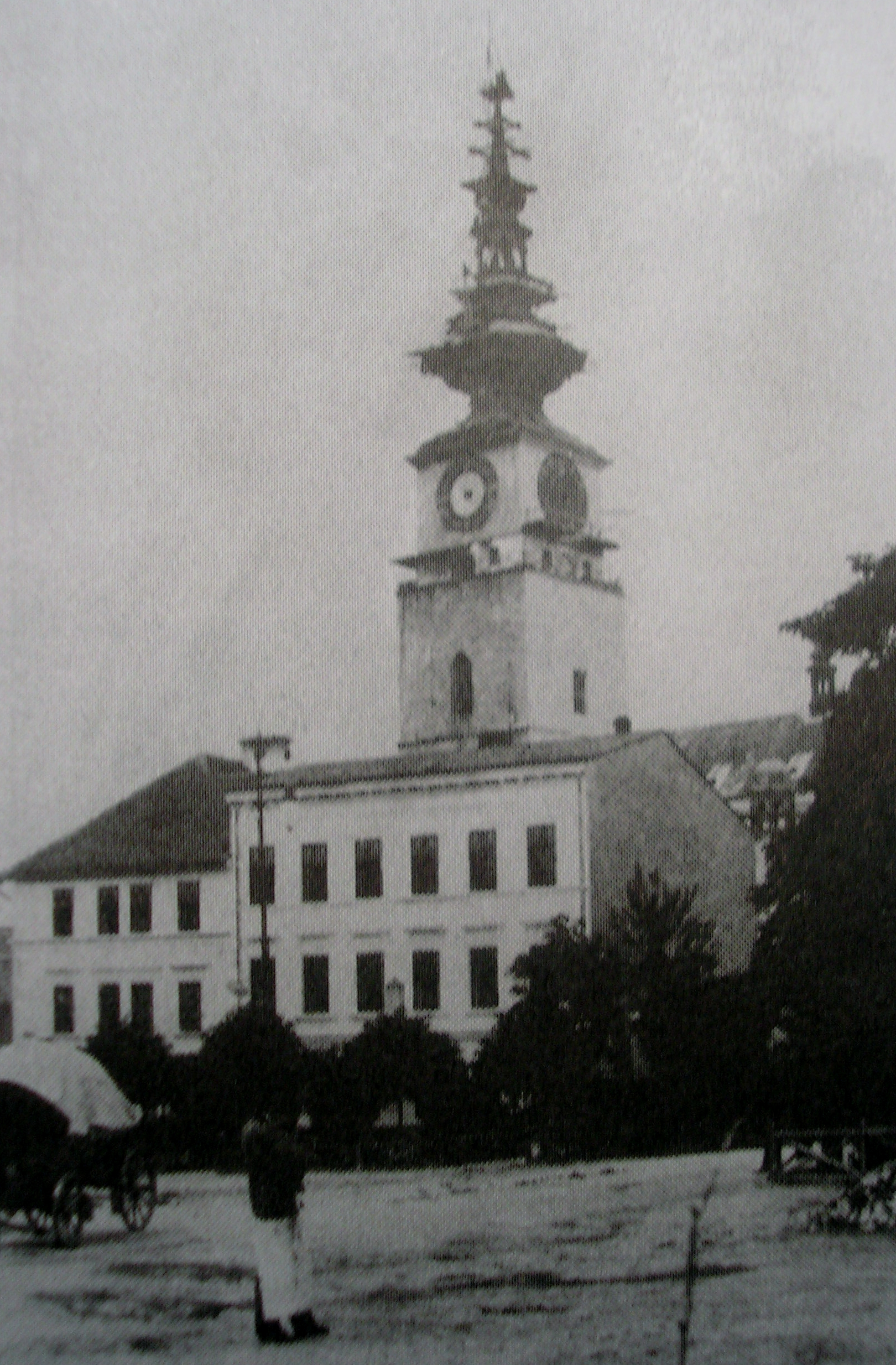
Věž v průběhu rekonstrukce v roce 1905

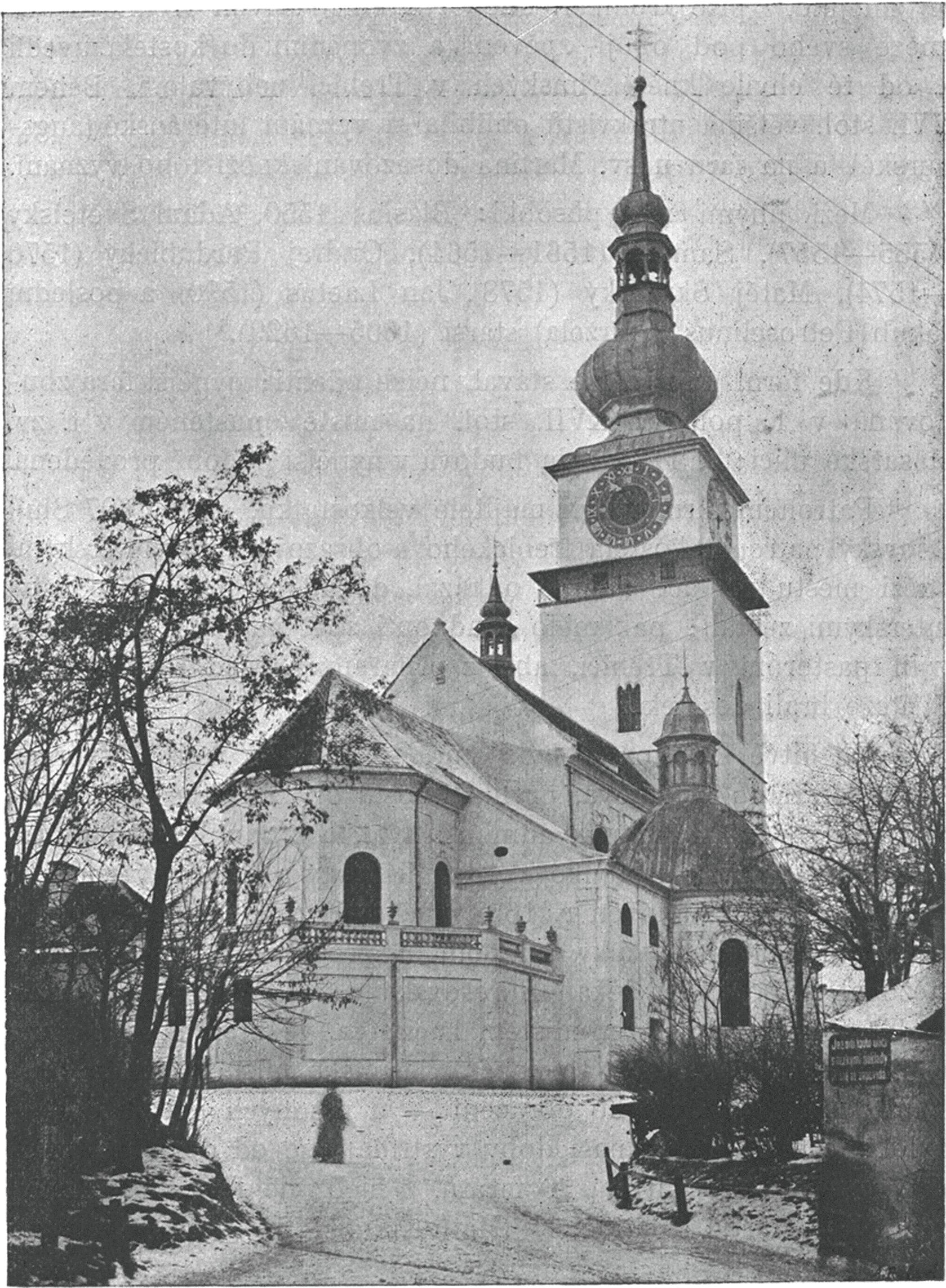
Věž po rekonstrukci v roce 1905

V roce 1905 bylo zjištěno, že měděný plech, kterým byla pokryta dolní báň, byl špatné kvality a v důsledku toho do krovu zatéká. Rovněž bylo zaznamenáno četné poškození stěn a ciferníků starých téměř půl století. Došlo tedy k nutným opravám. V jejich průběhu však byla zjištěna nutnost znovu plechem zakrýt i horní báň, sloupky v lucerně mezi báněmi i horní jehlanec pod makovicí a křížem. V případě makovice a kříže bylo naznáno, že musí být sneseny a znovu pozlaceny. Rovněž padlo rozhodnutí o úpravě kříže na ve větru otáčivý. Pozlacení provedli Antonín Čeloud se svým synem Cyrilem. Titíž pozlatili rovněž číslice na ciferníku a rafiky hodin, stejně tak jako opravili samotné ciferníky. Při této příležitosti proběhla také oprava hromosvodů. Novou vymožeností bylo také zřízení svodu odpadů z bytu věžníka a spolu s tím i svodu dešťové vody. Opravou prošel i samotný byt věžníka, stejně tak jako zábradlí a stříška na ochozu věže. Nakonec došlo k pořízení nového schodiště a úpravě terénu okolo věže. Veškeré zednické, tesařské a pokrývačské práce provedl stavitel Raimund Wolf z Třebíče. Klempířské práce na věži pak udělal rovněž místní mistr Jan Gric.

### Oprava věže roku 1931 a druhá světová válka
Roku 1931 proběhla kompletní oprava fasády městské věže. Zároveň došlo k výměně věžních ciferníků.
Nové omítání fasády se tehdy již muselo řídit pokyny Státního památkové úřadu v Brně. Po oklepání byla věž dle pokynů památkářů omítnuta starovápennou maltou, která obsahovala prostý říční písek a rok vyhašené vápno v poměru 3:1 s příměsí 8–10% portlandského cementu z Maloměřic.
Zakázka na zhotovení nových ciferníků byla zadána již o rok dříve pražské společnosti Smaltesia. Průměr ciferníků měl být 6 metrů a zpracován byl návrh městského architekta Ing. Milana Kubeše. Ciferníky byly zhotoveny z plechových modře smaltovaných kruhových výsečí a bílých římských číslic. Při dodávce však byl zjištěn problém, jelikož všechny dodané ciferníky měly průměr o půl metru menší. Došlo tak rovněž ke komplikacím při jejich montáži na věž.
Za druhé světové války, době postupu německých vojsk bylo na zábradlí všech ochozů umístěno velké bílé písmeno V symbolizující slovo Victoria – tedy vítězství. S ohledem na vývoj války a postupný obrat byla tato písmena později snesena. V souvislosti s válkou a změnami na frontách došlo roku 1942 rovněž ke spuštění zvonů, k čemuž byl tentokrát využit kladkostroj. Všechny zvony byly poté rekvírovány pro válečné účely. Na ochozu byly ve čtyřicátých letech také umístěny tlampače městského rozhlasu využívané i k vyhlašování válečných vyhlášek.

### Další úpravy ve 20. století
V roce 1924 byly do věže navráceny zvony, které nahradily původní zrekvírované v první světové válce.
Roku 1953 proběhla další úprava věžní fasády. Rekonstrukce tehdy proběhla díky lešení, které bylo postaveno od země až po ochoz věže. Celkem bylo podle pokynů Státního památkového úřadu v Brně omítnuto 1 270 m2 fasády.
Pouhé tři roky poté však musela omítka věže projít další drobnější opravou. Místy totiž zatékala voda. Opraveno proto bylo 370 m2 omítky.
V roce 1960 byly na věž osazeny nové věžní hodiny vyrobení OPP Vyškov. Hodiny byly vybaveny elektrickým nátahem a posunem rafik, který byl oddělený od kyvadla. Výměna přinesla zpřesnění chodu. Nahrazen byl téměř 250 let starý stroj, o který však po jeho demontáži nemělo zájem ani jedno oslovené muzeum. Nepříliš kladně byla hodnocena výměna rafik z tradičního tvaru na čistě rovné, které setrvaly na svém místě až rekonstrukce v 90. letech, kdyby byly nahrazeny tradičněji tvarovanými.
V prosinci roku 1964 byla dokončena náročná rekonstrukce ochozu provedená OPP Třebíč. O tři roky později proběhla oprava plechové stříšky nad ochozem a roku 1971 očistili a natřeli rafiky třebíčští horolezci Stanislav Vrška s Ing. Milošem Dyntarem.
Ku příležitosti výročí 700 let od první písemné zmínky o Třebíči posloužilo roku 1977 zábradlí k umístění transparentů připomínajících výročí. Od zábradlí dolů byly též spuštěny státní a rudé vlajky. Transparenty a rudé vlajky se na věži objevily též při 60. výročí Říjnové revoluce v témže roce.
V roce 1984 byly vyměněny okenice zvonice. Ve stejném roce byl v důsledku prudké vichřice 12. června nakloněn kříž a ohnuto jedno jeho příčné rameno. Proto byla nutná oprava, kterou provedli 25. června 1985 třebíčští horolezci a při té příležitosti zároveň natřeli hodinové rafiky.
Po dvaceti pěti letech provozu hodinového stroje byl též v roce 1985 tento stroj demontován a podroben generální opravě u jeho dodavatele OPP Vyškov. Do provozu se vrátil v polovině února roku 1986.

### 1. etapa opravy městské věže roku 1996
V polovině 90. let bylo shledáno nutným podrobit městskou věž rozsáhlé rekonstrukci. V zašlém stavu byla vnější fasáda i ciferníky hodin. Interiér věže zahrnující schodiště, podlaží i podlahy byl dokonce v havarijním stavu. Výběrového řízení na provedení rekonstrukce vypsaného městem Třebíč se zúčastnily čtyři firmy. Z nich byla vybrána třebíčská pobočka a dceřiná společnost brněnské firmy Archatt, s.r.o. Potřebné finanční prostředky byly uvolněny z rozpočtu města. Rozhodnuto bylo o rozsahu prací, které zahrnovaly opravu fasády s kamennými římsami, opravu ochozu, výměnu ciferníků pocházejících z roku 1931 a kritizovaných rafik z roku 1960 a opravu hodinového stroje. Rekonstrukce poté měla pokračovat druhou etapou, která zahrnovala úpravu vnitřku věže a její zpřístupnění veřejnosti.

### 2. etapa opravy městské věže roku 1996
V letech 1996 a 1997 byla věž rekonstruována, byla opravena fasáda věže, vyměněn ciferník věžních hodin a upraven interiér věže.

## Hlásný

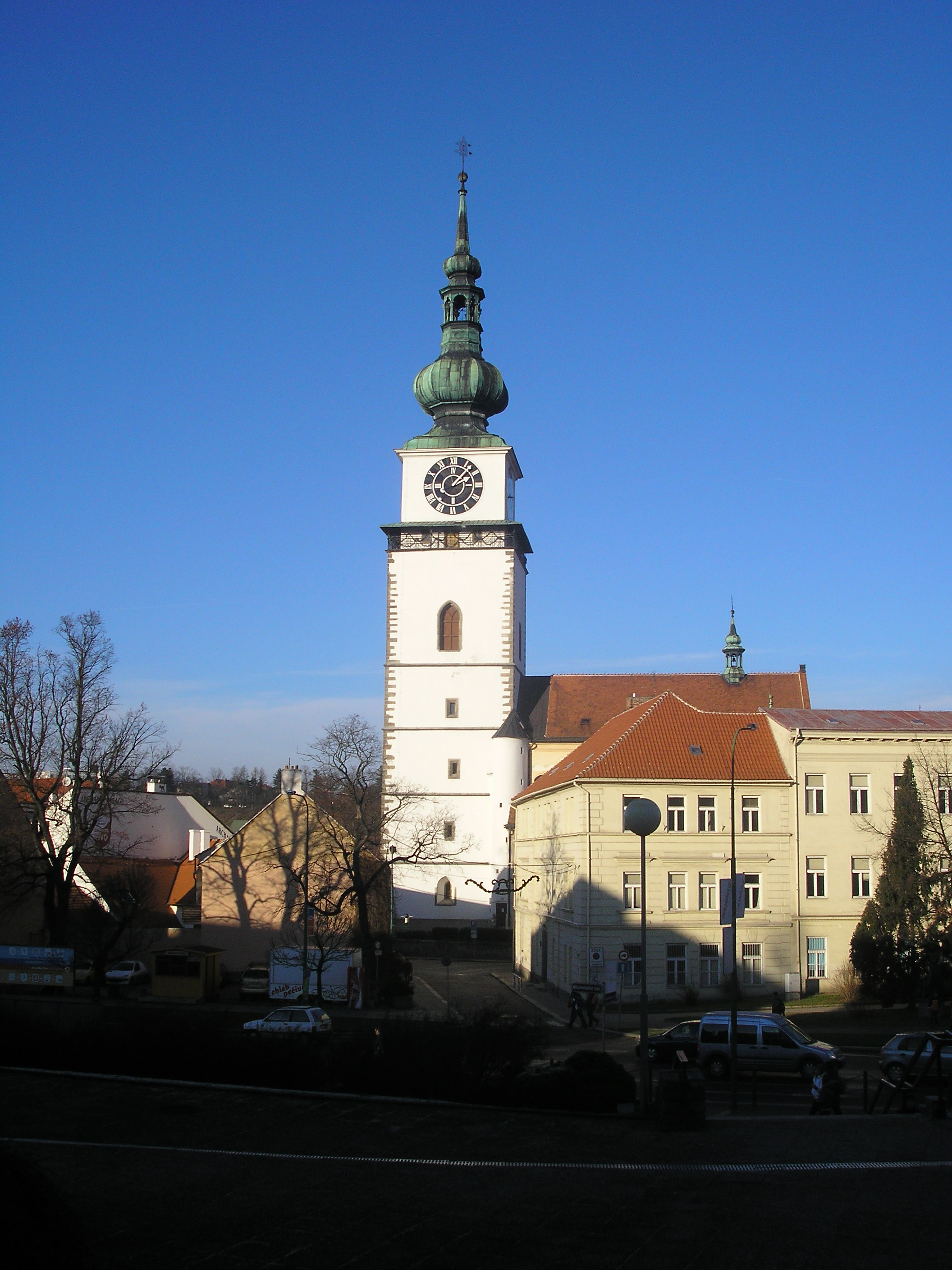
Městská věž v Třebíči od divadla Pasáž v roce 2008.

Byt na věži byl věžníkem, jinak zvaným také hlásný, obydlen do roku 1956. V té době však již byl pouhým nájemníkem městského bytu. Tento druh bydlení přinášel řadu nepříjemností. Veškeré palivo a voda musely být dopravovány na nahoru za pomoci kladky umístěné na trámu vysunutém ze zvonice. Dříve také stával u vchodu do věže kbelík a osoba, která náhodou šla nahoru tento kbelík naplnila a vzala s sebou. Hlásný také několikrát denně absolvoval cestu po schodišti věže a musel ve svém bytě čelit povětrnostním podmínkám.
Samotný byt tvořila předsíň s přístupem na ochoz a se schody na půdu, tedy do prostoru bání. Dále se zde nacházela kuchyně s kachlovými kamny a jeden malý a jeden větší pokoj. Později došlo ke zbudování rezervoáru dešťové vody, čímž se zmenšily rozměry většího z pokojů. Tato voda se využívala ke splachování a praní jiného než bílého prádla, protože byla zbarvena měděnkou z věžních bání.
Hlavní povinností věžníka v minulosti bylo troubení z věžního ochozu po odbití hodin. Docházelo tak ale pouze na sever, západ a východ. Na stranu ke starému městskému hřbitovu se netroubilo, kvůli zachování klidu pochovaných. Mezi další důležité povinnosti patřilo upozorňování na požár zvoněním, jelikož hlásný z věže mohl oheň zaevidovat jako první a rychle o něm předat informaci všem obyvatelům města. Později byla tato povinnost zvonit rozšířena ještě o pravidlo vyvěšení červeného praporu, nebo rozsvíceného červeného světla v noci ve směru požáru. V průběhu druhé světové války však bylo oznamování požárů zajištěno sirénou, která také spravovala o nebezpečí leteckého náletu.
Když některý z občanů města zemřel, zvonil věžník za poplatek od pozůstalých zvonek umíráčkem umístěným na ochozu věže. Poté, co odzvonil, zavolal lidem, přivolaným pod věž zvonem, kdo umřel. Dále zvonil i velkými zvony před bohoslužbami a při pohřebních průvodech. V případě, že vycházel průvod z baziliky sv. Prokopa na Podklášteří za řekou Jihlavou, zvonily zvony baziliky do chvíle, než průvod došel k mostu přes řeku. V ten okamžik je vystřídaly zvony na městské věži – až do momentu, kdy průvod došel ke hřbitovu. Tehdy převzal zvonění hřbitovní kostel Nejsvětější Trojice.
Dalším úkolem věžníka bylo natahování hodin, sledování času a jeho správné odbíjení. Pro tuto práci vedly od hodinového stroje stropem dráty ke dvěma malým zvonům. První odbíjel každou čtvrt hodinu, druhý pak v celou. Pouze v době o Velikonocích místo zvonění obsluhoval věžník velký hrkač na severovýchodním rohu ochozu, následně ve zvonici. Pro kontrolu přesnosti času bylo užíváno srovnání s hodinami nádražními, které ukazovaly vždy přesný čas.
Věžník dbal též o udržování čistoty na ochozu a u příchodu k bytu. Dvakrát do roka též umýval všechny schody vedoucí na věž.
Po vystěhování obyvatel věže byl byt využíván od roku 1956 Civilní obranou za účelem navazování spojení radiostanicí.

## Pověst ohlásném
Jednomu věžnému stále nešlo na mysl, proč se troubí pouze do tří stran a ne ještě ke hřbitovu. Dlouho se nemohl odhodlat porušit vžitou tradici, ale pak to přece jen zkusil. Jakmile však odezněl táhlý tón vyslaný směrem k nebožtíkům, začaly se dít věci! Náhle se před hlásným objevil kostlivec, který mu z každé strany uštědřil několik pohlavků a zahrozil: „Zkusíš-li ještě jednou porušit mrtvým jejich věčný spánek, bude to tvoje poslední hodinka“. Jak se kostlivec objevil, tak zmizel. K smrti vyděšený věžný už pochopitelně ke hřbitovu nikdy nezatroubil. Nezkusili to už ani jeho následovníci.
Původní pověst zachytil roku 1895 kostelník od svatého Martina Cyril Čeloud. Její plný text naleznete na Wikizdrojích.